# اچ‌ام‌اس میراندا (۱۸۷۹)
اچ‌ام‌اس میراندا (۱۸۷۹) (به انگلیسی: HMS Miranda (1879)) یک کشتی بود که طول آن ۱۷۰ فوت (۵۲ متر) بود. این کشتی در سال ۱۸۷۹ ساخته شد.